# Rosa roxburghii
Rosa roxburghii är en rosväxtart som beskrevs av Leopold Trattinnick. Rosa roxburghii ingår i släktet rosor, och familjen rosväxter. Inga underarter finns listade i Catalogue of Life.

## Bildgalleri

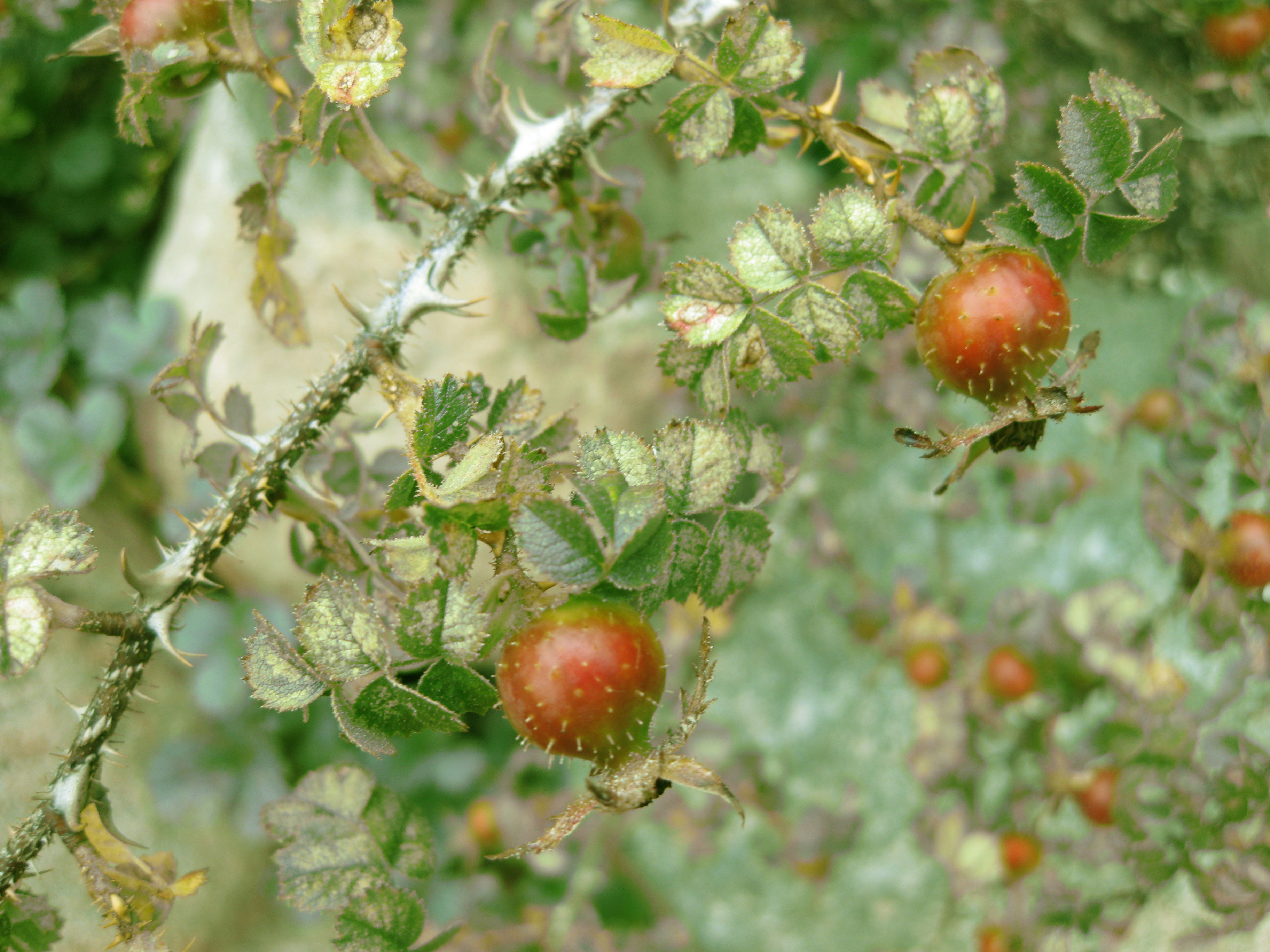
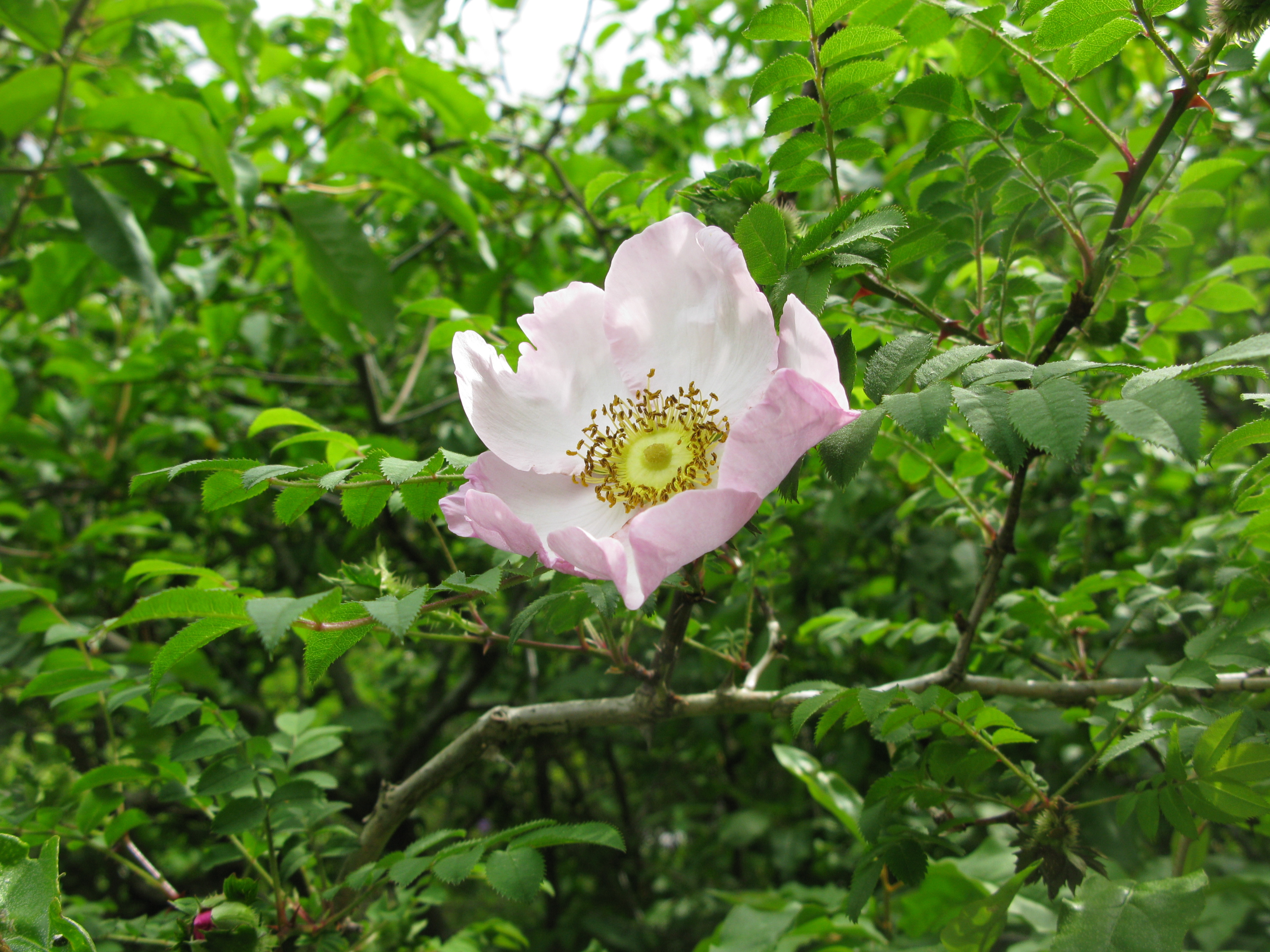
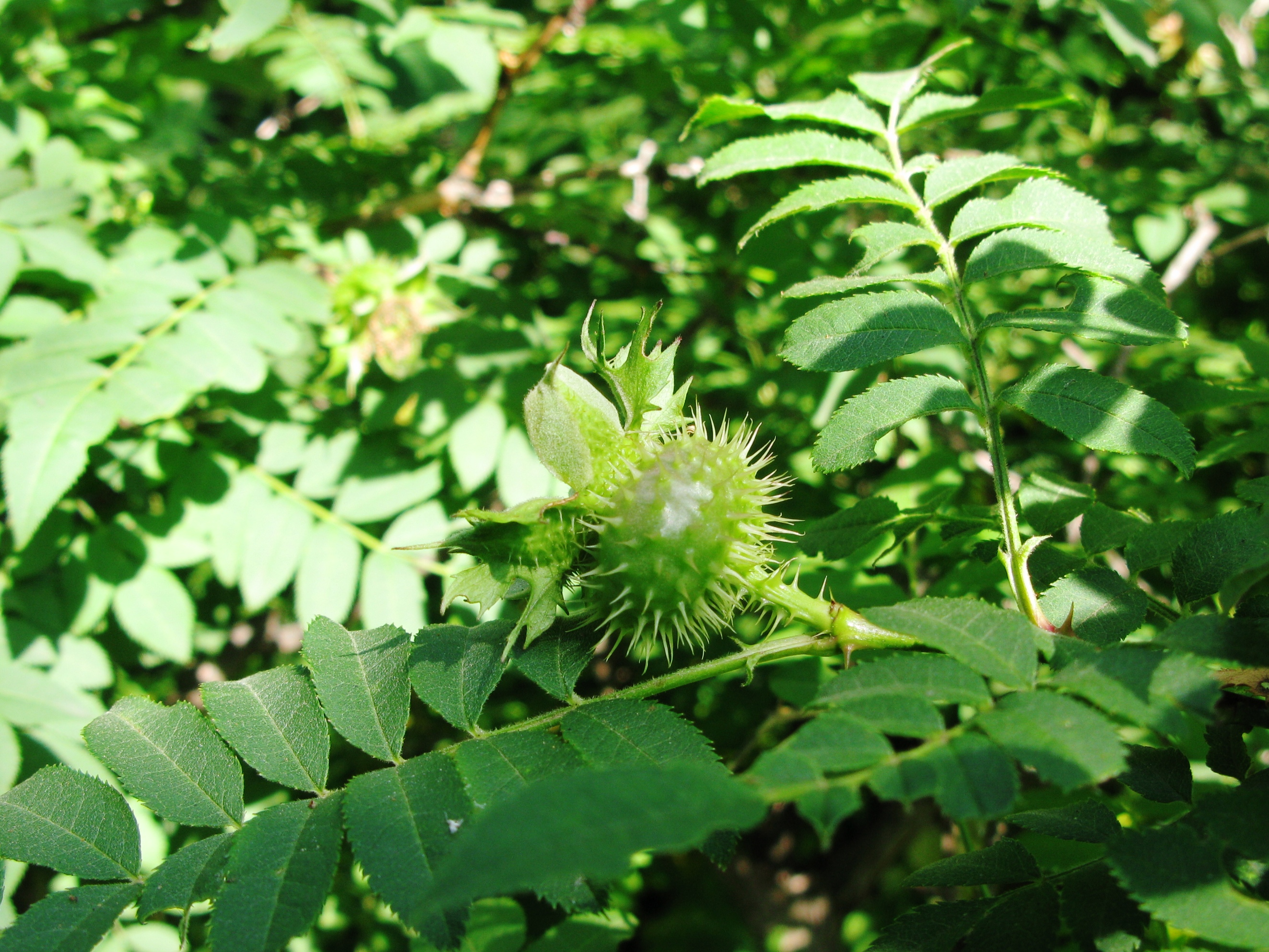
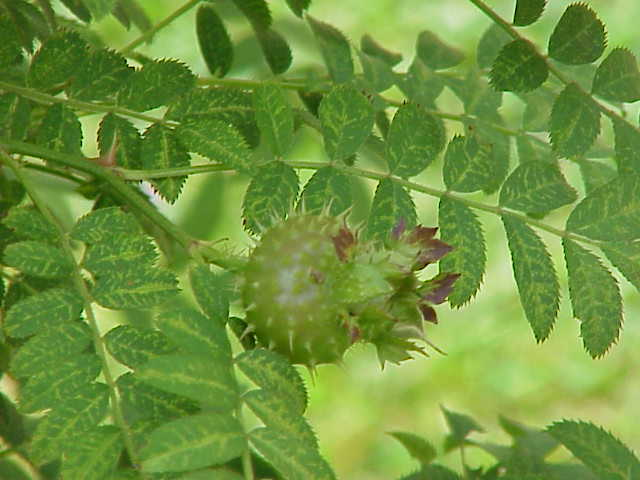
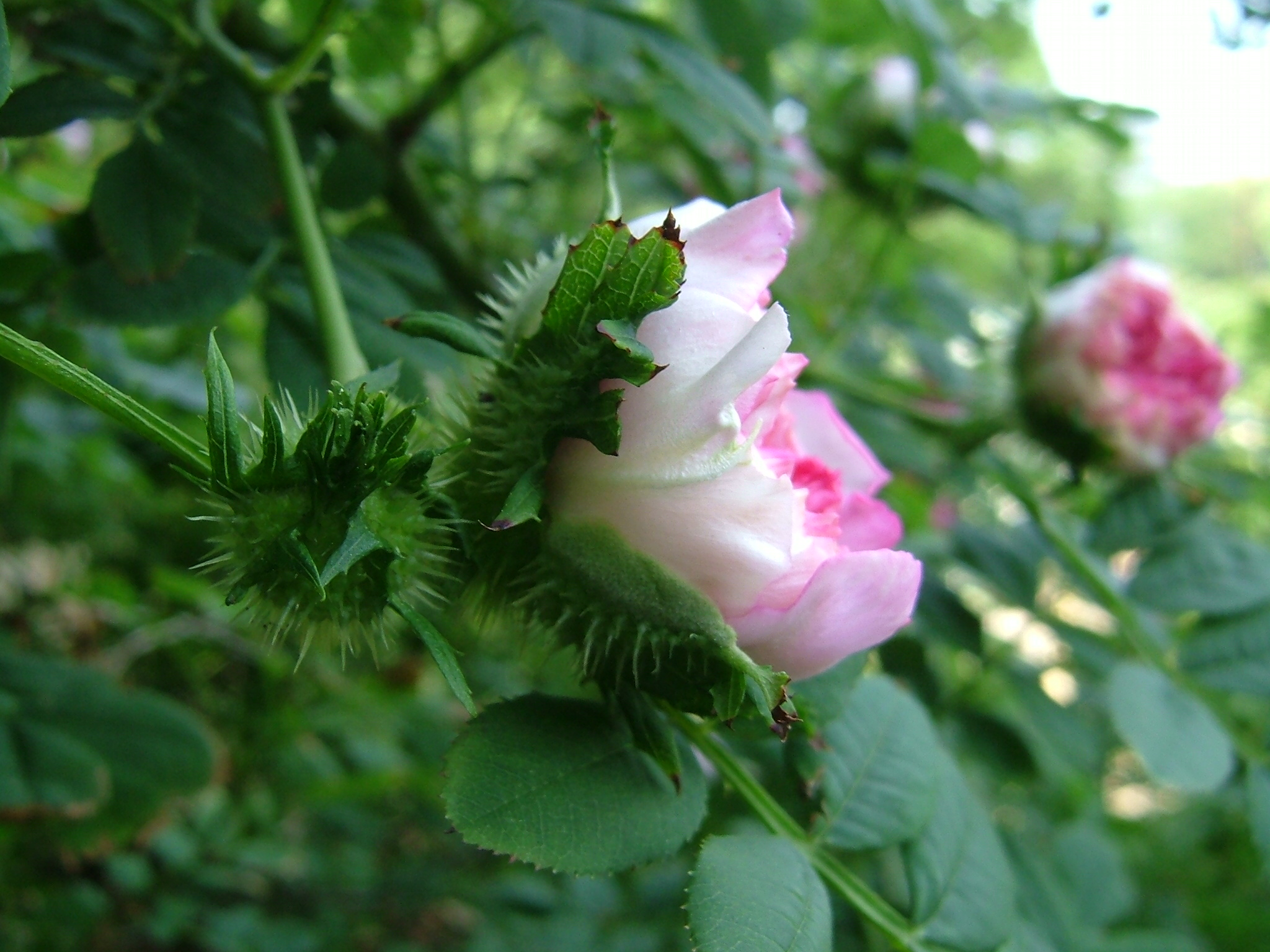
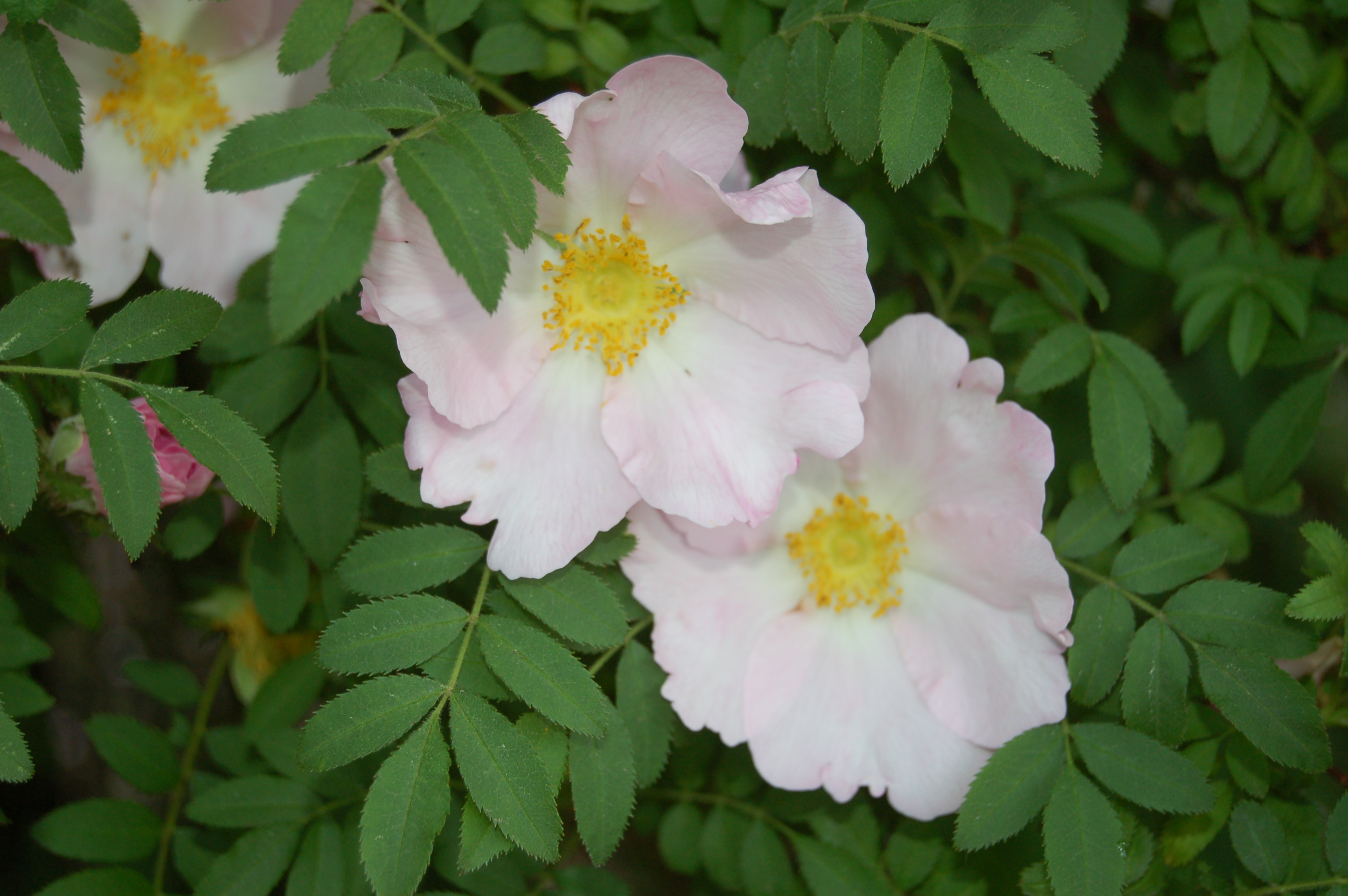